# 平間美貴
平間 美貴（ひらま みき、1979年1月19日 - ）は、北海道出身の女優。身長150cm、体重41kg。ヘリンボーン所属。

## 出演作品

### テレビドラマ
- 相棒
  - Season 9 8話「ボーダーライン」（2010年12月15日）- 洋菓子店の店員・茂永沙希 役
  - Season 12 14話「顔」（2014年2月5日）- クラウン倉庫の店員・井口知世 役
- 臨死!!江古田ちゃん 第6話（2011年）
- ろくでなしBLUES 第6話「対決島袋」（2011年）
- 陽だまりの樹 第7話「コロリと安政の大獄」（2012年）
- 松本清張スペシャル 顔（2013年10月3日）

### 映画
- 桜姫（2013年）

### 舞台
- 君は死んでいる/その他短編
- フジヤマタイガーブリーカー〜マシュマロ・ホイップ・パンク・ロック〜
- メアリー
- メイド・イン

### CM
- サントリー・ボス（ナレーション）
- ライオン・キレイキレイ（ナレーション）